# Sabena
SABENA NV, acronimo di  Société Anonyme Belge d'Exploitation de la Navigation Aérienne, è stata la compagnia di bandiera del Belgio fino al 2001, anno della sua chiusura.

## Storia

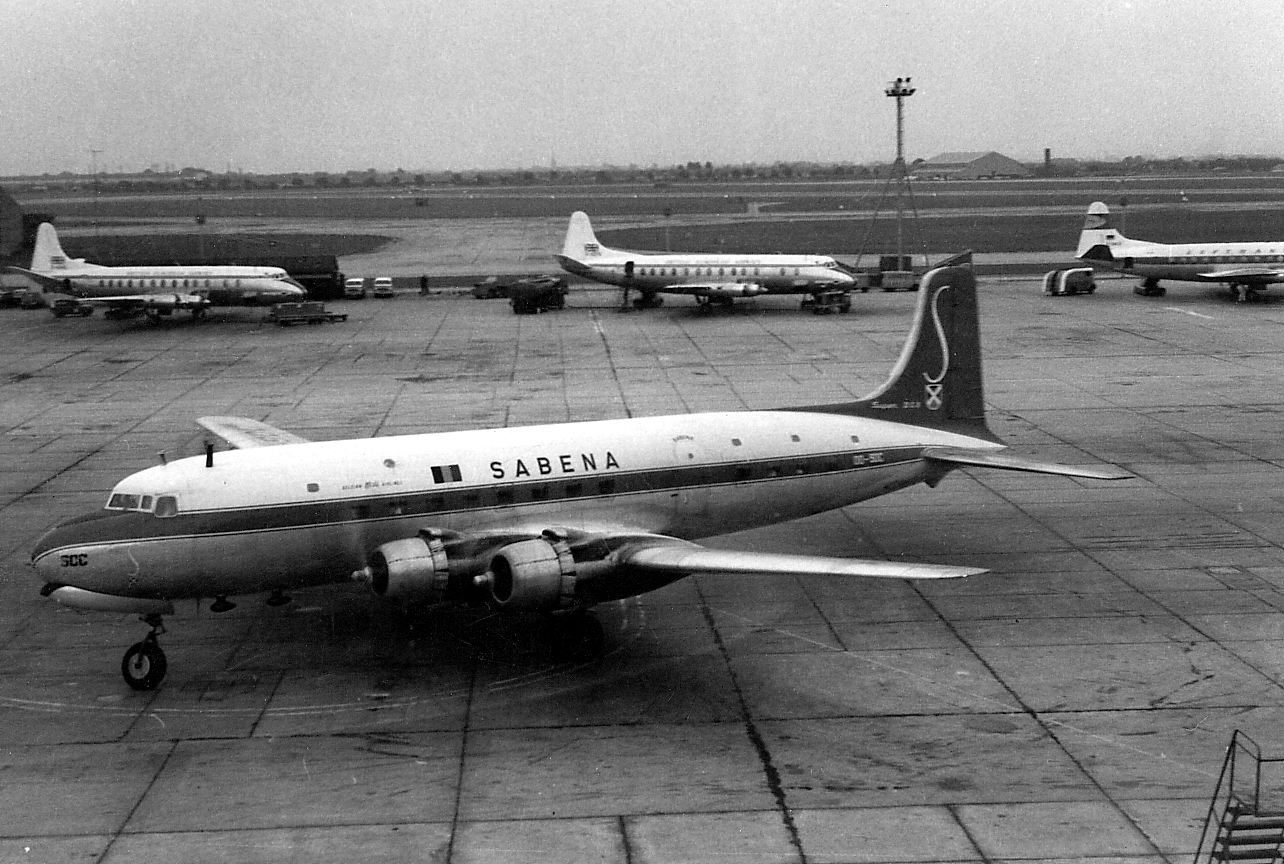
Douglas DC-6 della Sabena sul piazzale dell'aeroporto di Heathrow nel 1960

Fondata nel 1923 fu dichiarata fallita nel 2001. In quel momento era una delle più antiche compagnie aeree. Nel 1949 la compagnia fu uno dei fondatori della "Société Internationale de Télécommunications Aéronautiques" (SITA).
Prima della Seconda Guerra Mondiale rinfoltì la propria flotta con l'inserimento del Douglas DC 3. Tuttavia occorrerà attendere la fine delle ostilità per la ripresa dell'attività in un periodo che sarà di grande evoluzione per il trasporto aereo. Furono così, via via introdotti altri modelli di aeromobile quali il DC-6, il Boeing 707, il Boeing 747 e il DC-10. Ad un certo punto pensò anche di acquistare dei Concorde.
Dal 1946 alla data del suo fallimento, la compagnia non ha mai cessato di sviluppare la sua rete mondiale con un occhio di riguardo al continente africano per via delle colonie. Alcuni degli scali africani sono stati Kinshasa, Dakar, Entebbe, Douala, Kano, etc. Soltanto l'Asia rimase fuori dalla sua rete a parte le rotte per Tokyo e l'India.
Significativa anche l'esperienza di una rete di elicotteri per i collegamenti a breve raggio.
Nel 1994, Paul Rusesabagina, il direttore dell'Hôtel des Mille Collines, di proprietà del gruppo Sabena, di Kigali, nell'ex territorio belga del Ruanda, ha dato rifugio a oltre 1.200 Tutsi e alcuni Hutu nell'hotel, salvandoli dal massacro compiuto dalla milizia Interahamwe durante il Genocidio del Ruanda. Tali eventi sono mostrati nel film Hotel Rwanda del 2004.
Tuttavia, nonostante le numerose attività, Sabena non fu mai molto redditizia. Come tutte le società a carattere statale, subiva molte ingerenze politiche, le cui scelte peseranno sul futuro. Infatti nel 1993 Air France aveva acquisito una minoranza azionaria con l'intento di creare il primo gruppo europeo e sviluppare un asse fra i due hubs Parigi e Brussels. La rivalità interna tra le etnie vallona e fiamminga non aiutarono il progetto e quando la Comunità Europea non dette il benestare, nessuno si oppose obbligando quindi Air France a recedere da quella che poteva essere una iniziativa lungimirante.
Successivamente, per aggirare il divieto, il governo belga cedette il 49% della società a SAirGroup, società svizzera e quindi extracomunitaria, che controllava Swissair ed altre società di settore. La nuova azionista impose il riammodernamento della flotta con l'introduzione dei nuovi aeromobili Airbus, ordinandone 36, ben 17 più di quelli effettivamente necessari. Ma la crisi generale del settore, acuita dall'attacco dell'11 settembre 2001 a New York, portò Swissair, già afflitta da problemi interni, a non onorare gli impegni finanziari precedentemente presi con Sabena. Il 2 ottobre 2001 Swissair sospese le operazioni per fallire successivamente.
Il mancato versamento da parte di Swissair obbligò quindi Sabena a formalizzare il 3 ottobre 2001 l'esposizione debitoria ed infine a sospendere definitivamente tutte le operazioni il 7 novembre 2001.
Circa quattro mesi più tardi subentrò SN Brussels Airlines, che ereditava i codici internazionali ed il logo di una « S » stilizzata.

Nel novembre 2006, cinque anni dopo il fallimento della Sabena, SN Brussels Airlines e Virgin Express annunciavano di fondersi per dar vita a "Brussels Airlines".

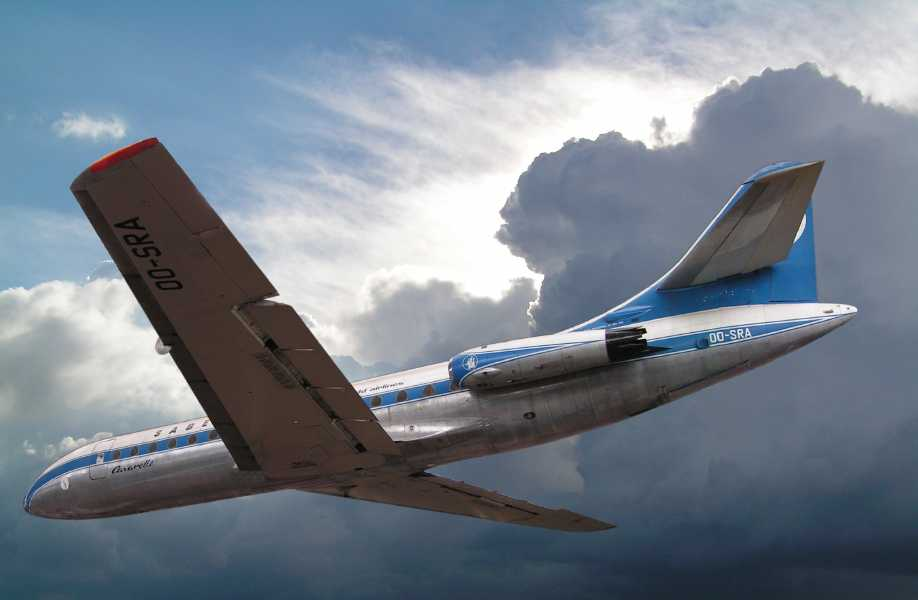
Caravelle della Sabena.

## Flotta
Nel novembre 2001, alla data della chiusura, la flotta Sabena consisteva in 87 velivoli più 15 in ordine:
- 3 Airbus A310-300
- 15 Airbus A319-100
- 6 Airbus A320-200
- 3 Airbus A321-200
- 6 Airbus A330-200
- 4 Airbus A330-300
- 2 Airbus A340-200
- 2 Airbus A340-300
- 6 Boeing 737-300
- 5 Boeing 737-500
- 2 Boeing 747-300M (Combi)
- 11 BAe 146-300
- 8 McDonnell Douglas DC-10-30
- 2 McDonnell Douglas MD-11